# Klein Methling

Ortseingangsschild von Klein Methling

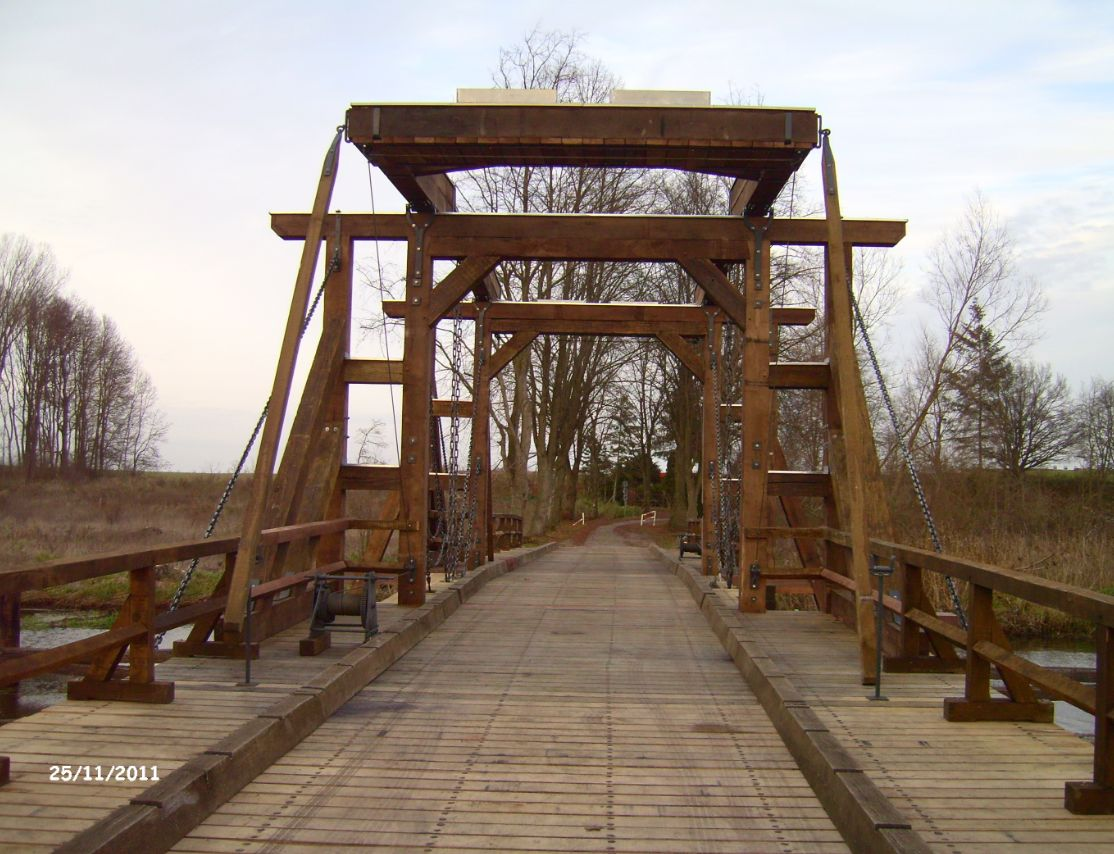
Restaurierte Trebel-Zugbrücke zwischen Klein Methling und Nehringen

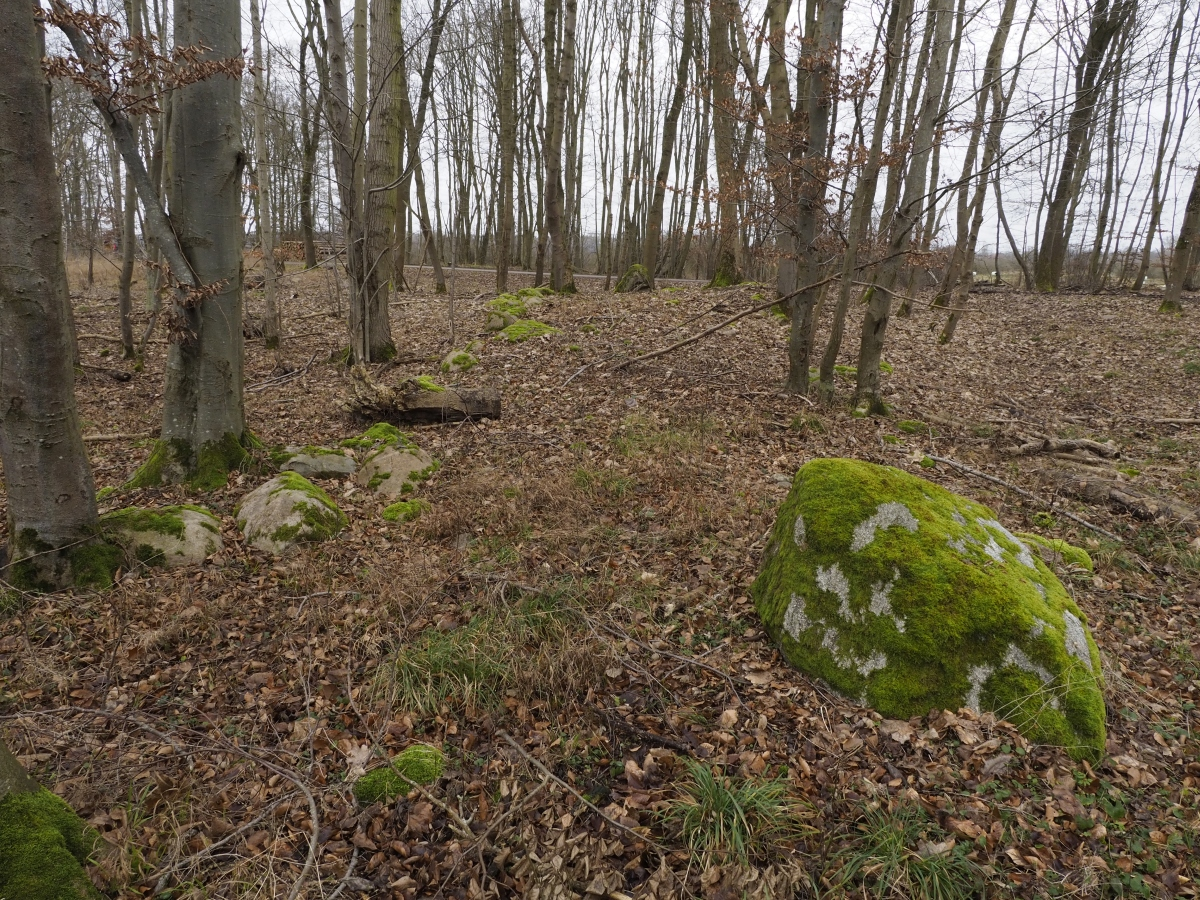
Klein Methling, Großsteingrab nahe der Trebel

Klein Methling ist ein Wohnplatz der Stadt Dargun im Landkreis Mecklenburgische Seenplatte in Mecklenburg-Vorpommern. Das Dorf liegt ungefähr acht Kilometer nördlich der Darguner Kernstadt. Nördlich von Klein Methling verläuft die Trebel. 

## Geschichte
Die Ersterwähnung erfolgte im Jahr 1235. Der Begriff Methling  stammt ursprünglich aus dem slawischen Wort Metnic und bedeutet Ort wo Beifuss wächst.
Mit der Eingemeindung nach Stubbendorf am 1. Januar 1951 verlor Klein Methling den Gemeindestatus. Seit der Eingemeindung von Stubbendorf nach Dargun am 13. Juni 2004 ist Klein Methling nunmehr ein Wohnplatz innerhalb des Stadtgebiets von Dargun.

## Sehenswürdigkeiten
Das Gutshaus und das Renaturierungsgebiet mit der historischen Trebelbrücke zwischen Klein Methling und Nehringen sind Sehenswürdigkeiten des Dorfes.
In den Wäldern von Klein Methling sind Großsteingräber auffindbar, die relativ gut erhalten sind.

## Wirtschaft
- Agrargenossenschaft eG Groß Methling (Klein Methling 47)

## Persönlichkeiten
- Carl Pogge (1763–1831), deutscher Landwirt und Agrarschriftsteller, wurde in Klein Methling geboren.